# ホワイトローズ (企業)
ホワイトローズ株式会社は、雨具などの製造販売を行っている日本の企業。世界で初めてビニール傘を開発したことで知られる。

## 概要
もともとは1721年（享保6年）に創業した煙草商「武田長五郎商店」が前身。武田勝頼の子孫と伝えられている創業者の武田源勝政（のちに武田長五郎（初代）と名乗る）が甲斐から江戸の駒形に移り、刻み煙草の販売を始めたとのこと。
四代目長五郎の時代、1825年（文政8年）ごろに雨具商に転身。刻み煙草の湿気を防ぐために、箱の内側に敷いていた油紙を使って畳める雨具、今でいうレインコートを製作。これが売れ、五代目の時代には江戸幕府御用達となり、参勤交代などでも使われるようになったという。その後は番傘や人力車の帆張り、明治に入ると和傘も手掛けるようになった。
第二次世界大戦後の1949年（昭和24年）、9代目社長となる須藤三男がシベリア抑留から帰国。一時休業していた家業を再開するが、他の傘メーカーが先に復興を遂げたことなどから、そこに入り込む余地は無かったという。
当時の傘は綿などの布製が主流だったが、染色技術が未熟で色落ちして衣服を汚すことが珍しくなかった。そこで進駐軍が使用していたテーブルクロスに目をつけ、その素材であるビニールを使用した傘カバーを開発。1953年（昭和28年）に発売を開始するとすぐにヒット商品となり店頭には朝から長蛇の列ができるほどだったという。しかし、ナイロンやポリエステル製の傘の登場により色落ちの心配がなくなると、布製の傘の需要はなくなり傘カバーも売れなくなった。そこでビニールそのもので傘を作ることを発想し開発に乗り出す。
1955年（昭和30年）にビニール傘の原型が完成。これは透明ではなく乳白色（梨地）をしていた。しかし布傘のライバルとなることを恐れた問屋に扱いを拒否されたことから売り上げは伸び悩んだ。そのため上野や銀座でウィンドを持っている店舗をまわり、委託販売を直談判した。そのうち、1964年東京オリンピックで来日したアメリカ人バイヤーからニューヨークで販売したいという話を持ちかけられた。雨が多いニューヨークでは、肩まですっぽりと入る鳥かご型の傘が好まるということから、見通しが利く透明なビニールを使用した傘を開発した。1964年（昭和39年）にそれが完成するとニューヨークで飛ぶように売れたという。
しかし、台湾での生産が始まると、価格競争によりアメリカ国内では売れなくなった。そこで日本国内での販売に重点を置き、アパレルショップなどに、色や柄を付けたビニール傘を置いてもらうようにした。それが当たり、週刊誌が「修学旅行生のお土産に色とりどりのビニール傘が人気」と取り上げられ、テレビでも「銀座で透明傘が流行中」と紹介されるなど、最先端ファッションとして人気を集めた。その後、前出の台湾製が日本にも輸入されるようになり値段が下がると、ビニール傘はファッションアイテムから必要なときに買えばよいという商品へと変貌。中国でも生産が開始されるようになり値下がりがさらに進んだ結果、一時は50社あったという日本のビニール傘製造メーカーはホワイトローズ社のみとなった。
1980年（昭和55年）ごろ、ある東京都議会議員から「顔が見える透明で丈夫な傘がほしい」との依頼を受けた。その議員が言うには「雨の日に黒や茶の傘で演説をすると聴衆に圧迫感を与えるが、ビニール傘だと庶民性を感じさせるし、透明なので自分の表情も伝えられる」「ただしビニール傘は壊れやすいので、丈夫で大きなサイズにしてほしい」とのこと
。それに応え開発されたビニール傘は「カテール」と名づけられ選挙用として発売されると口コミで議員の間に広まった。
近年になり、傘が長年抱えていた難点として強風で捲れ上がってしまうことに着目し、強風が下から吹き上がっても捲り上げられにくいように弁が付いている傘を開発・販売した。
現在でも常にビニール傘の新たなスタイルを模索し、研究・開発を続けており、宮内庁御用達の傘メーカーとしても知られる存在となっている。
取り扱っている製品にもよるが、骨の本数が多い物や、強風を受けても捲り上げられにくいように風が吹き抜けていくための弁が付いている物など、ビニール傘としては数千円から1万円超におよぶ破格の高級品を取り扱っていることでも有名である。

## 主な商品
雨具
- ビニール傘「シンカテール」「縁結」「十六夜桜」など

ポリエチレンなどのオレフィン系多層フィルムを使用した生地や風対策の「逆止弁」機構の装備といった主だった特長は共通だが、シンカテールの親骨はFRP製であるのに対し、縁結の親骨はホワイトグラスファイバーを使用している。
- レインコート

自転車用、アウトドア用、事現場用、介護用など
家庭用品
- クッキングシート「つるりん」